# Cryphia alboscapulata
Cryphia alboscapulata là một loài bướm đêm trong họ Noctuidae.